# Орден Белого льва
Орден Белого льва (чеш. Řád bílého lva) — высшая государственная награда Чехии.

## История ордена
Орден был учреждён в 1922 году для награждения иностранных граждан — особо выдающихся политических и общественных деятелей, представителей международных организаций за заслуги перед государством.
Орденом награждает президент Чехии своим указом.

## Степени
Изначально орден имел пять степеней — большой крест на наплечной ленте со звездой, гранд-офицер на шейной ленте со звездой, командор на шейной ленте, офицер на нагрудной ленте с розеткой, кавалер на нагрудной ленте.
С 1961 по 1990 год (Чехословацкая Социалистическая Республика) орден имел три класса, два низших были отменены:
- Орден 1 степени
- Орден 2 степени
- Орден 3 степени

Знак ордена I степени носился на банте наплечной орденской ленты, перекинутой через правое плечо; ордена II и III степени — на шейной орденской ленте.
С 1990 по 1992 год (Чешская и Словацкая Федеративная Республика) орден имел пять классов:
- Большой Крест — орденская лента со знаком ордена, звезда и как особая степень — золотая цепь
- Гранд-офицер — орденская лента со знаком ордена и звезда
- Командор — орденская лента со знаком ордена
- Офицер — знак ордена на нагрудной колодке с розеткой
- Кавалер — знак ордена на нагрудной колодке

Знак ордена I степени носится на банте наплечной орденской ленты, перекинутой через правое плечо; ордена II и III степени — на шейной орденской ленте, IV и V степень на нагрудной колодке.
Звезды ордена носятся на правой стороне груди.
С 1994 года (Че́шская Респу́блика) орден имеет пять классов:
- Большой Крест — орденская лента со знаком ордена, звезда и как особая степень — золотая цепь
- Гранд-офицер — орденская лента со знаком ордена и звезда
- Командор — орденская лента со знаком ордена
- Офицер — знак ордена на нагрудной колодке с розеткой
- Кавалер — знак ордена на нагрудной колодке

Знак ордена I степени носится на банте наплечной орденской ленты, перекинутой через правое плечо; ордена II и III степени — на шейной орденской ленте, IV и V степень на нагрудной колодке.
Звезды ордена носятся на правой стороне груди.

## Описание

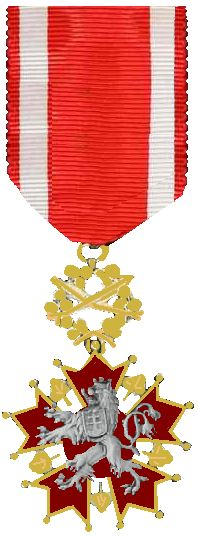
Знак ордена (1922—1961)

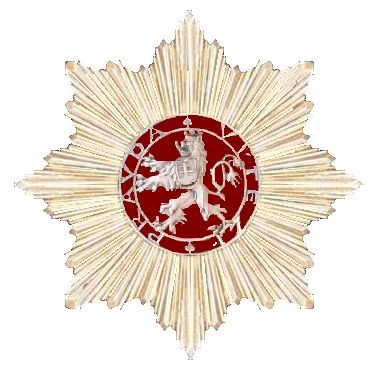
Звезда ордена (1922—1961)

Первоначально знак ордена представляет собой пятиконечный трёхлепестковый крест красной эмали, в центре которого изображён белый чешский геральдический двухвостый коронованный лев. Каждый из лепестков креста оканчивается золотым шариком, между лучами креста изображён липовый лист.
На оборотной стороне знака каждый луч креста несёт на себе герб одной из исторических областей, входящих в состав Чехии: Богемия, Словакия, Моравия, Подкарпатская Русь, Силезия. В центре знака круглый медальон красной эмали, на котором изображена монограмма Чешской Республики. Медальон окружён белым кольцом, на котором начертан девиз ордена: «PRAVDA VÍTĚZÍ» (Правда победит).
Венчает крест бляшка в виде венка из двух липовых ветвей, поверх которых наложены две пальмовые ветви (для награждения за гражданские заслуги) или два меча (для награждения за военные заслуги).
Звезда ордена восьмиконечная серебряная с центральным медальоном красной эмали с каймой. В медальоне изображение белого чешского геральдического двухвостого коронованного льва. На кайме девиз ордена «PRAVDA VÍTĚZÍ».
Лента ордена красная, с белыми полосками у края.
В 1961 году во внешний вид ордена были внесены незначительные изменения: со льва была убрана корона, с оборотной стороны знака — гербы исторических областей.
В 1990 году знаку ордена был возвращён первоначальный вид. После распада Чехословакии на Чехию и Словакию с груди белого льва убрали щиток с гербом Словакии.

## Орден Белого льва «За Победу»
Орден был учреждён 9 февраля 1945 года.
Награждались как отдельные военнослужащие, так и воинские части, соединения за выдающиеся военные заслуги и подвиги на поле боя.
Орден имел пять степеней:
- Звезда ордена Белого льва «За Победу» I степени
- Звезда ордена Белого льва «За Победу» II степени
- Крест ордена Белого льва «За Победу»
- Золотая медаль ордена Белого льва «За Победу»
- Серебряная медаль ордена Белого льва «За Победу»

Ордена I и II степени носятся на правой стороне груди, III, IV и V степени — на левой.

### Описание ордена Белого льва «За победу»

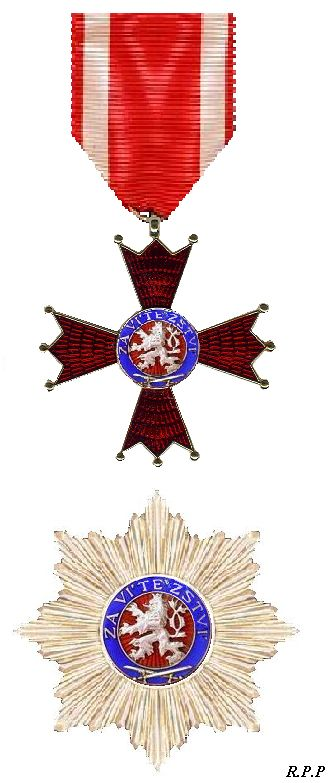
Крест ордена Белого льва «За победу»

Знак ордена представляет собой серебряную восьмиконечную звезду с центральным медальоном красной эмали с каймой синей эмали. В медальоне изображение белого чешского геральдического двухвостого льва. На кайме девиз ордена «ZA VÍTĚZSTVÍ» (За победу), внизу два скрещенных меча.
Крест ордена представляет собой четырёхконечный трёхлепестковый крест красной эмали с центральным медальоном красной эмали с каймой синей эмали. В медальоне изображение белого чешского геральдического двухвостого льва. На кайме название ордена «ZA VÍTĚZSTVÍ» (За победу), внизу два скрещенных меча. На реверс креста в центре монограмма Чехословацкой Республики, по кайме девиз ордена «PRAVDA VÍTĚZÍ». Крест при помощи кольца соединяется с колодкой, обтянутой орденской муаровой лентой.
Медаль ордена на аверсе несёт на себе безэмалевое изображение центрального медальона ордена с каймой. Реверс содержит в центре монограмму Чехословацкой Республики, по кайме девиз ордена «PRAVDA VÍTĚZÍ». Медаль при помощи кольца соединяется с колодкой, обтянутой орденской муаровой лентой.

## Иллюстрации

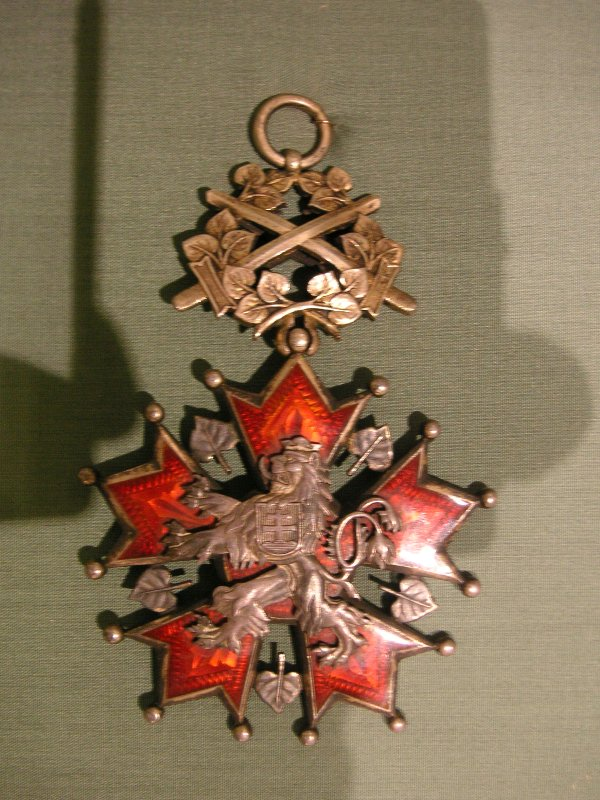
Знак ордена
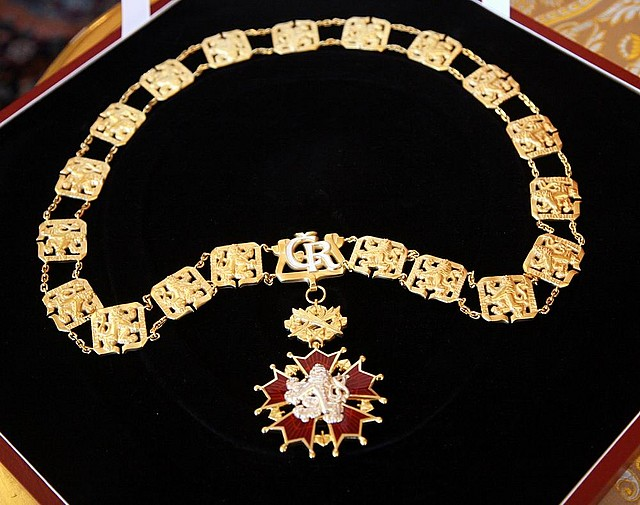
Знак ордена на цепи
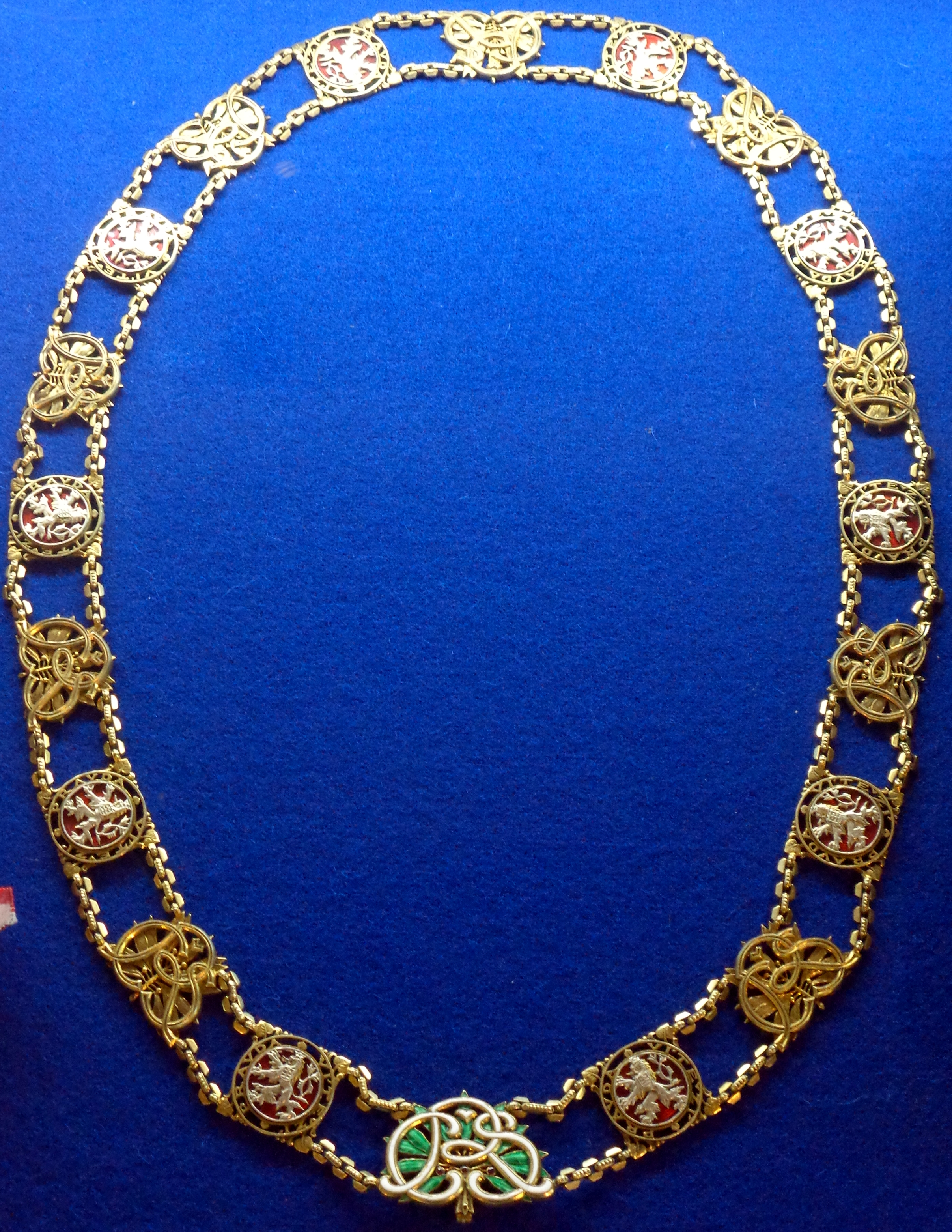
Цепь ордена (1922—1948)
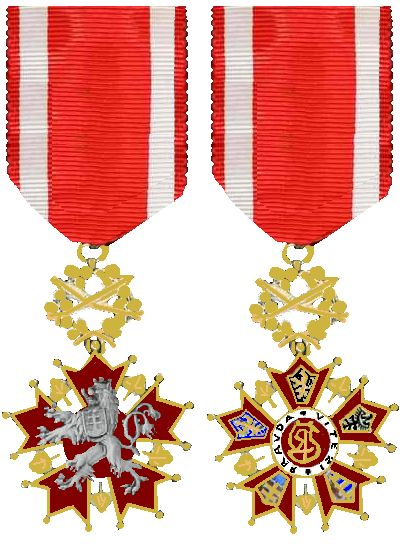
Знак ордена (1922-1961)
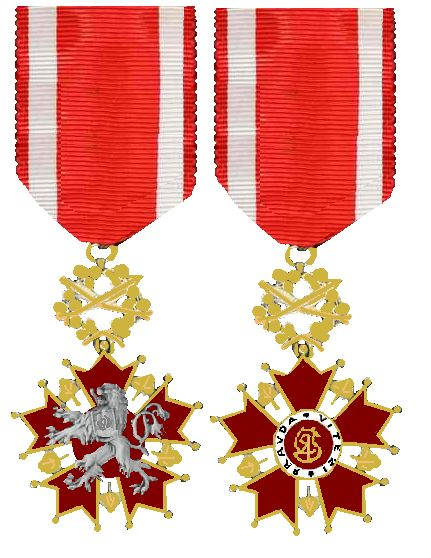
Знак ордена (1961-1990)
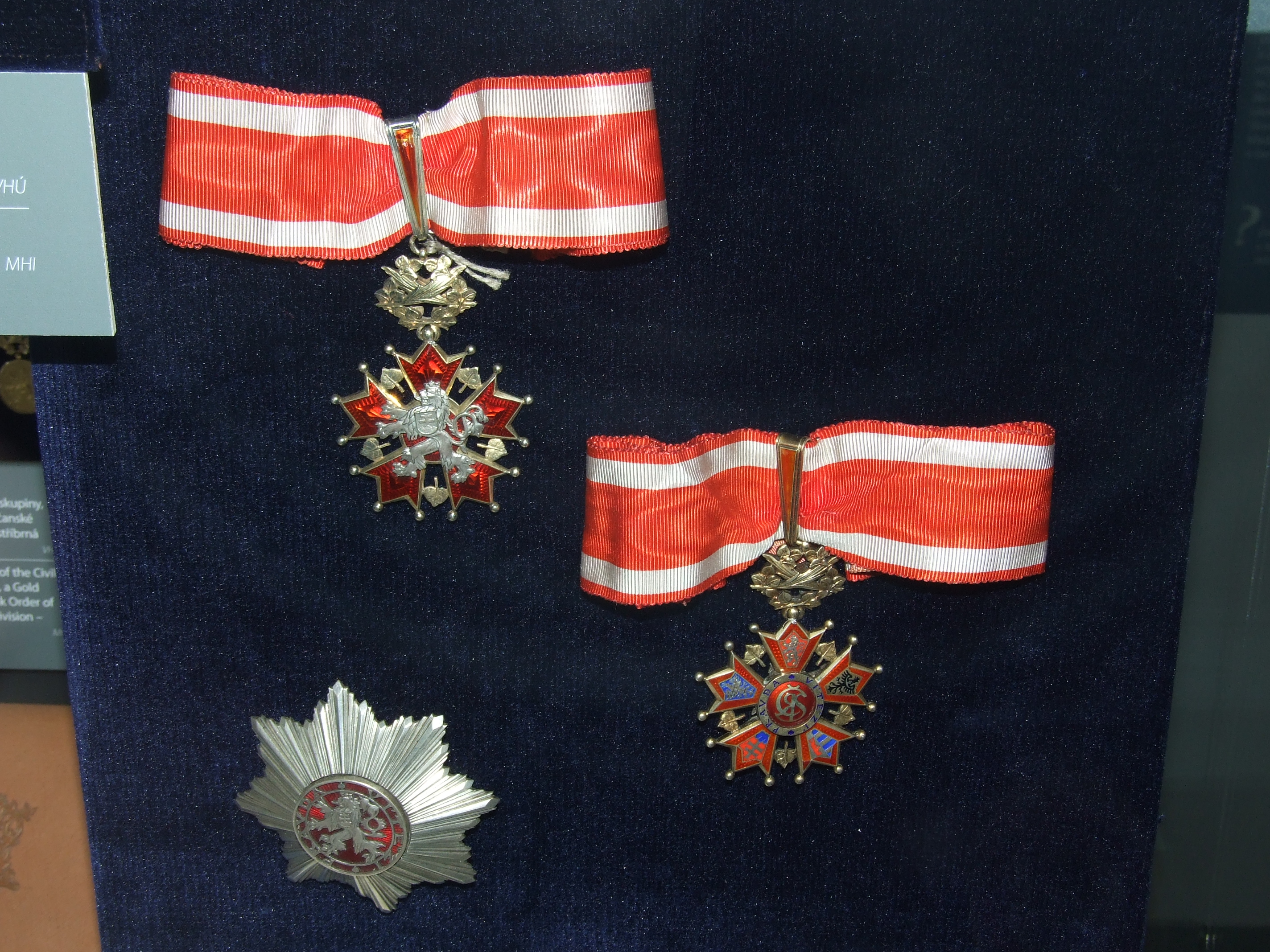
Экспозиция в Пражском музее
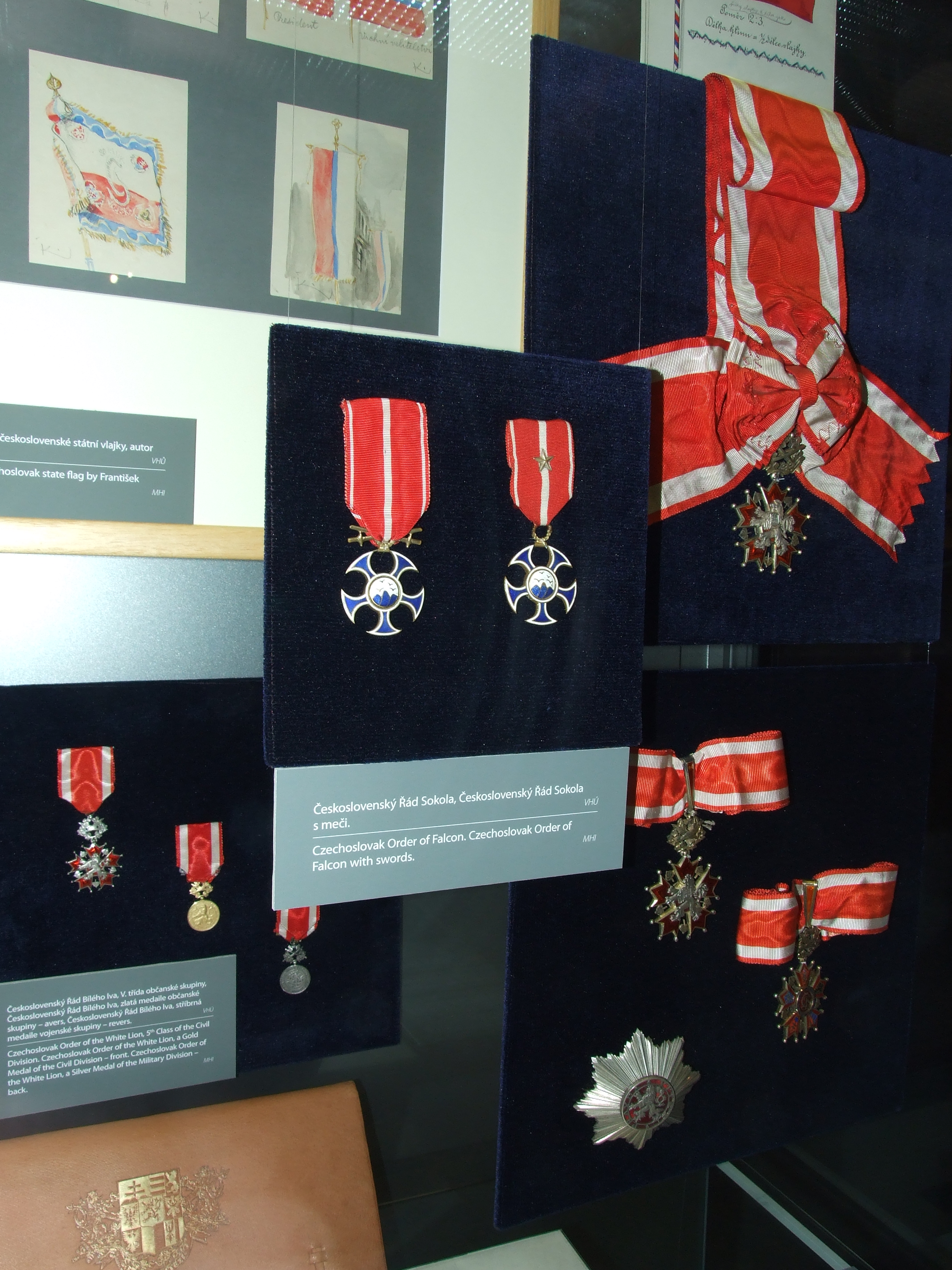
Экспозиция в Пражском музее